# Akrisios
Akrisios var konge af Argos i græsk mytologi. Han var far til prinsesse Danaë og morfar til helten Perseus.
To brødre, Aigyptos og Danaos, skulle forsones, ved at Aigyptos' 50 sønner blev gift med Danaos' 50 døtre. Danaos havde dog beordret sine døtre til at dræbe deres ægtemænd på bryllupsnatten. Næste morgen modtog Danaos 49 afhuggede hoveder, men Hypermestra havde svigtet ham og skånet Lynkeus, der blev konge af Argos efter Danaos, og fra ham og Hypermestra nedstammer tvillingerne Akrisios og Proitos. De kunne aldrig holde fred, end ikke i livmoderen, og som voksne blev de konger i hver sit rige.
Kong Akrisios af Argos begav sig til Oraklet i Delfi, da han ikke havde en søn, som kunne efterfølge ham. Oraklet gav ham en profeti om, at han ville blive dræbt af sin dattersøn. Forskrækket over denne spådom skyndte han sig hjem og spærrede sin eneste datter Danae ind i et underjordisk kammer eller et tårn af kobber, så profetien ikke gik i opfyldelse.
Guden Zeus, som forelskede sig i prinsessen, tog form som regn af guld og besøgte hende i hendes fængsel, hvor han gjorde hende gravid. Resultatet blev et drengebarn som moderen døbte Perseus. Det lykkedes Danae at skjule sin graviditet for Akrisios, men så snart sønnen var født, opdagede Akrisios Perseus’ eksistens. Forfærdet over at profetien skulle gå i opfyldelse bestemte han sig for at gøre det af med sin datter og dattersøn. Han lukkede dem inde i en fasttømret kasse, som han kastede i havet.
I stedet for at drukne dem førte bølgerne kisten mod øen Serifos, hvor den blev fanget af fiskeren Diktys fiskenet, og Danae og Perseus var reddet.